# Sings Country and Western Hits
Albums de George Jones
Songs from the Heart
(1962) George Jones Sings Bob Wills
(1962)
Sings Country and Western Hits est un album de l'artiste américain de musique country George Jones. Cet album est sorti en 1962 sur le label Mercury Records. Ce fut le dernier album de Jones sur ce label.

## Liste des pistes
| No  | Titre                                 | Auteur                     | Durée |
| --- | ------------------------------------- | -------------------------- | ----- |
| 1.  | Heartaches by the Number              |                            | 2:31  |
| 2.  | I Love You Because                    |                            | 2:48  |
| 3.  | If You Got the Money (I Got the Time) | Jimmy Beck, Lefty Frizzell | 2:04  |
| 4.  | Poor Man's Riches                     |                            | 1:48  |
| 5.  | If You Want Me to                     |                            | 2:07  |
| 6.  | Oh, Lonesome Me                       | Don Gibson                 | 2:26  |
| 7.  | I Walk the Line                       | Johnny Cash                | 2:00  |
| 8.  | Life to Go                            |                            | 2:18  |
| 9.  | You Gotta Be My Baby                  |                            | 2:31  |
| 10. | Just One More                         |                            | 2:27  |